# Prise d'otages à l'ambassade d'Irak à Paris

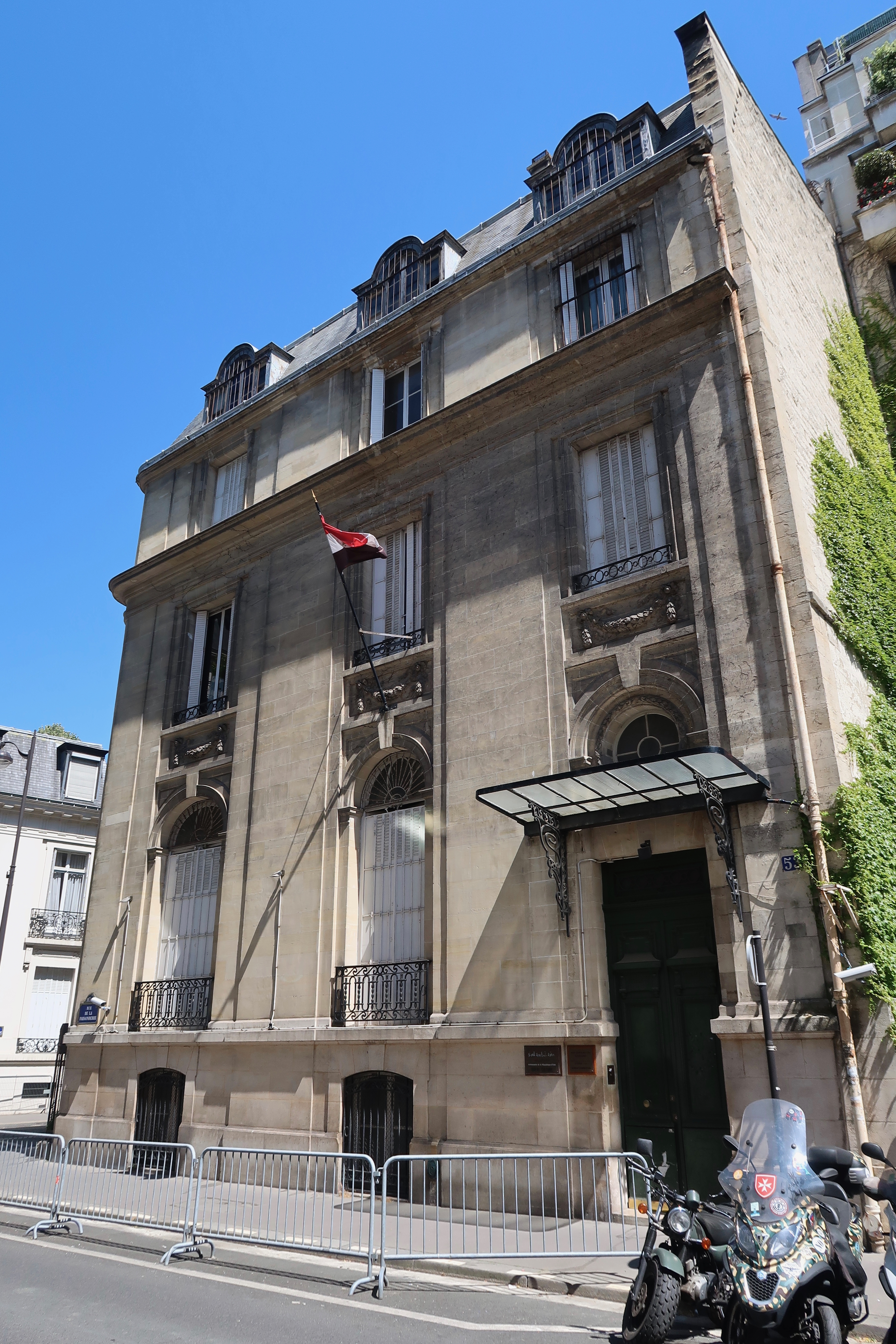
L'ambassade irakienne à Paris de l'époque, 53 rue de la Faisanderie. Il s'agit de nos jours du bureau culturel de l'ambassade.

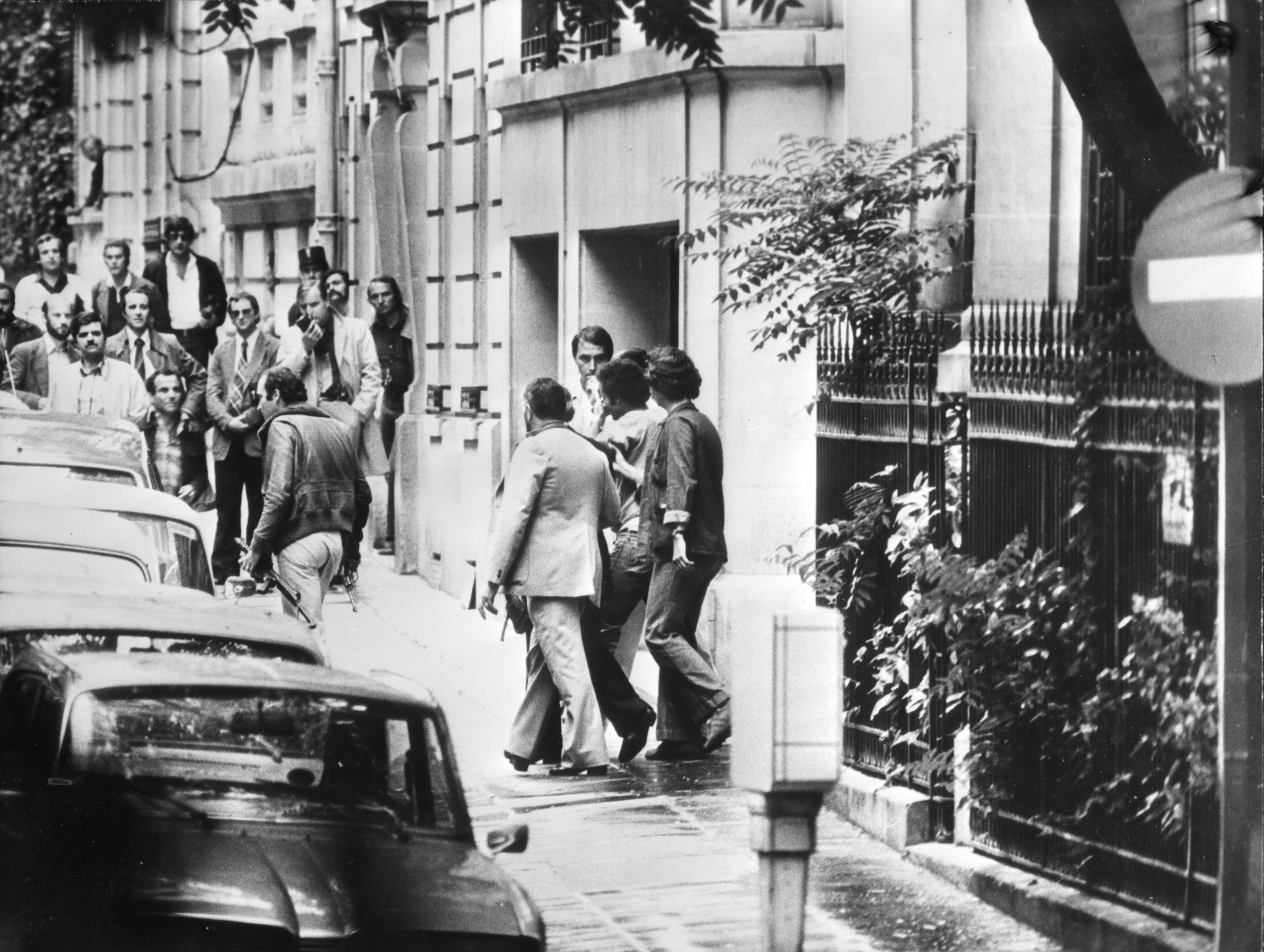
Photo de 1978.

La prise d'otages à l'ambassade d'Irak à Paris est une prise d'otage perpétrée le 31 juillet 1978 par un militant de l'Organisation de libération de la Palestine (OLP), Husni Haj Eid Walid, à l'ambassade d'Irak en France dans le 16e arrondissement de Paris.
Elle trouve son origine dans un contexte où deux tendances de la révolution palestinienne s'opposent de façon violente : la mouvance de Yasser Arafat, dirigeant de l'OLP soutenue par le régime syrien, espère négocier avec Israël, tandis que le groupe d'Abou Nidal, à la tête du Fatah-Conseil révolutionnaire soutenu par le régime irakien, prône la seule voie armée.

## Contexte historique
Les relations conflictuelles entre les deux mouvements palestiniens s'exportent à travers le monde. Ainsi, le groupe Abou Nidal est à l'origine de cinq assassinats de représentants de l'OLP en moins de cinq ans.
Le 4 janvier 1978, le délégué de l'OLP de Londres, Saïd Hammami, est assassiné dans son bureau. Le 15 juin 1978, le délégué de l'OLP au Koweït, Ali Yassine, est assassiné alors qu'il quitte son domicile. Dans un communiqué, l'OLP dénonce la participation des services secrets irakiens dans ces crimes. Une fraction chargée des représailles et des exécutions se met à agir pour le compte de l'OLP, le groupe « Le Vengeur ». Le 17 juillet 1978, l'ambassade d'Irak au Liban est victime de plusieurs tirs de roquettes. Le 24 juillet 1978, une bombe explose dans l'ambassade d'Irak en Belgique. Le 31 juillet 1978, en réponse à l'assassinat du délégué de l'OLP à Londres, un commando est envoyé pour tuer les attachés militaires et diplomatiques à l'ambassade irakienne à Paris. 

## Circonstances
Le 31 juillet 1978, deux individus armés agissant pour le compte de l'OLP s'introduisent vers 10 h du matin dans l'ambassade d'Irak. Une grenade est jetée et plusieurs tirs de mitraillettes retentissent. L'un des terroristes prend la fuite avant l'arrivée de la police. L'autre reste et se rend à l'étage pour retenir en otages neuf membres du personnel de l'ambassade. L'ambassadeur, Mundhir Tawfik Al Wamdawi, est en déplacement avec son service de sécurité. Pour le preneur d'otages, l'opération est d'ores et déjà un échec.
Au prix de très longues négociations menée conjointement par la Brigade de recherche et d'intervention, dirigée par le commissaire Robert Broussard, en appui de la Brigade criminelle, le preneur d'otages se rend vers 18 h 30. Il s'agit d'un jeune Palestinien âgé de vingt-cinq ans originaire de Jaffa. Ce dernier se présente d'abord sous un faux nom : Hamed Abbas Hammami, du nom du frère du délégué de l'OLP assassiné à Londres. Il s'avèrera se nommer Husni Haj Eid Walid.
Ce dernier craint des représailles de la part du service de sécurité irakien, lequel est effectivement présent avec l'ambassadeur et les services de police dans l'immeuble faisant face à l'ambassade. Négociant un gilet pare-balles, il sort encadré de policiers, rue du Général-Appert. Alors que ces derniers sont sur le point de monter à bord d'un véhicule administratif de la préfecture de police, le service de sécurité irakien ouvre le feu sans distinction aucune vers le groupe de policiers ceinturant le preneur d'otage. L'inspecteur divisionnaire de la Brigade criminelle Jacques Capela est tué, les inspecteurs Roland Segear et François Antona sont grièvement blessés ainsi que le preneur d'otage, un membre du service de sécurité irakien est abattu. Cette scène est filmée par les caméras de la télévision française.
L'événement entraîne un mouvement de contestation sans précédent au sein des brigades centrales de la préfecture de police.

## Épilogue
Trois agents irakiens impliqués font aussitôt valoir leur immunité diplomatique et retournent à Bagdad par avion dès le 2 août 1978.
Husni Haj Eid Walid, est condamné par la Cour d'assises le 28 mars 1980 à huit ans de réclusion criminelle.
Le 25 février 1981, Claude Hanoteau, premier juge d'instruction à Paris, rend un non-lieu, mettant un terme définitif à la procédure établie dans le cadre de la fusillade ayant coûté la vie à l'inspecteur Jacques Capela. À la préfecture de police, le traitement judiciaire réservé à cette affaire sur fond de crise diplomatique laisse une cicatrice profonde et durable dans les brigades centrales. Dès janvier 1983, Husni Haj Eid Walid est libéré sans condition et expulsé.